# Complot de El Escorial

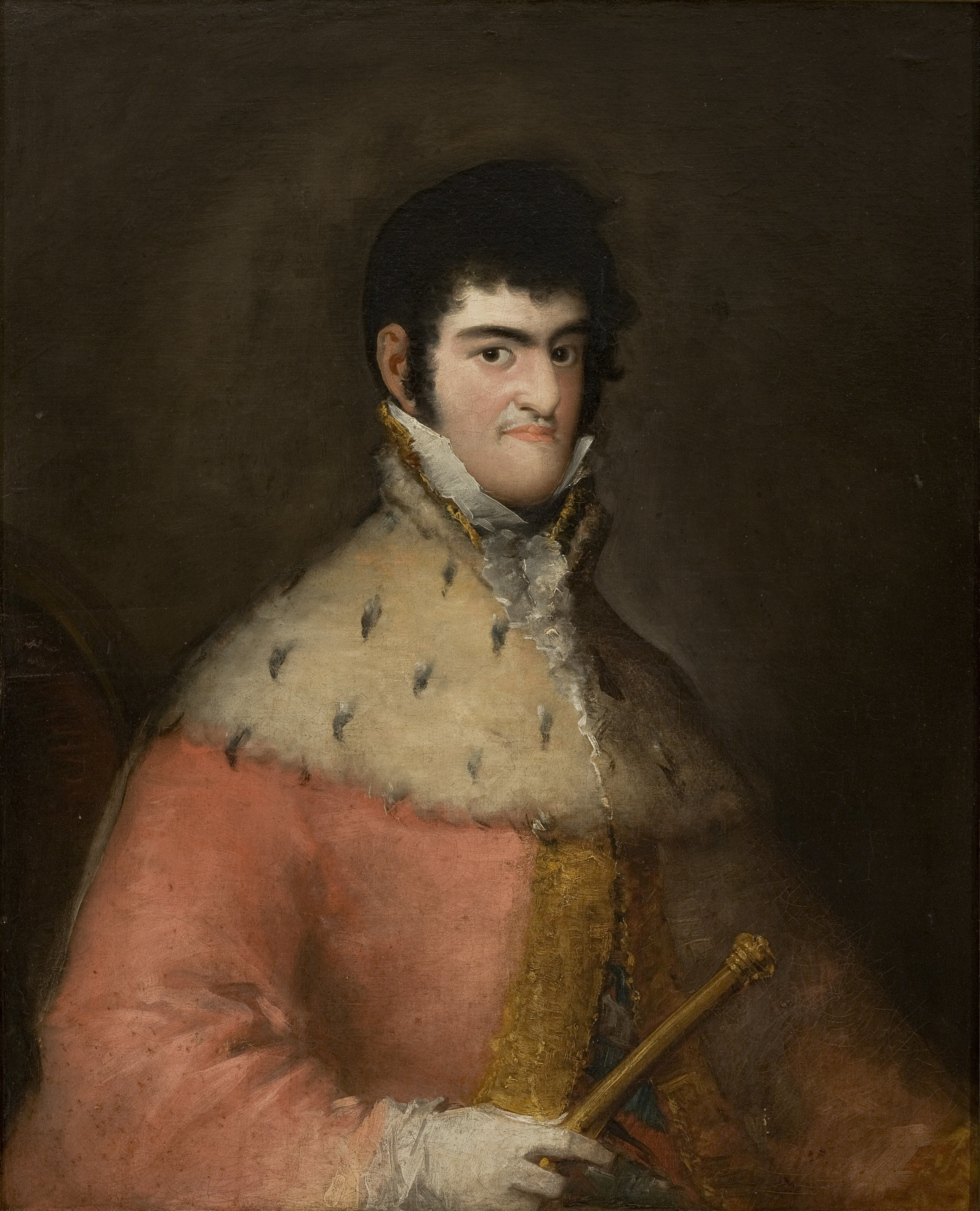
Retrato del príncipe de Asturias Fernando de Borbón pintado por Goya en 1808.

El complot o conspiración de El Escorial, también conocido como el proceso de El Escorial, fue una conspiración fallida encabezada por el príncipe de Asturias Fernando de Borbón para provocar la caída del "favorito" Manuel Godoy y poner bajo control a la reina María Luisa de Parma, su principal apoyo. La suerte que correría el rey Carlos IV de España nunca estuvo clara. La conjura fue descubierta el 27 de octubre de 1807 durante una estancia de la familia real en el Monasterio de El Escorial, de ahí el nombre que recibe. Ese mismo día 27 de octubre se firmaba el Tratado de Fontainebleau por el que la Monarquía española permitía la entrada en su territorio de las tropas de Napoleón para atacar conjuntamente al Reino de Portugal, aunque los ejércitos franceses ya habían comenzado a cruzar la frontera española desde el día 18 de octubre. Paradójicamente de la "conjura de El Escorial" salió fortalecido el príncipe Fernando —considerado víctima de la ambición de su madre y de su perverso favorito—, y los desprestigiados fueron Godoy, la reina y el "débil" Carlos IV. El Príncipe de Asturias no desaprovecharía la segunda oportunidad que tuvo para hacerse con el trono en marzo del año siguiente.

## La conjura

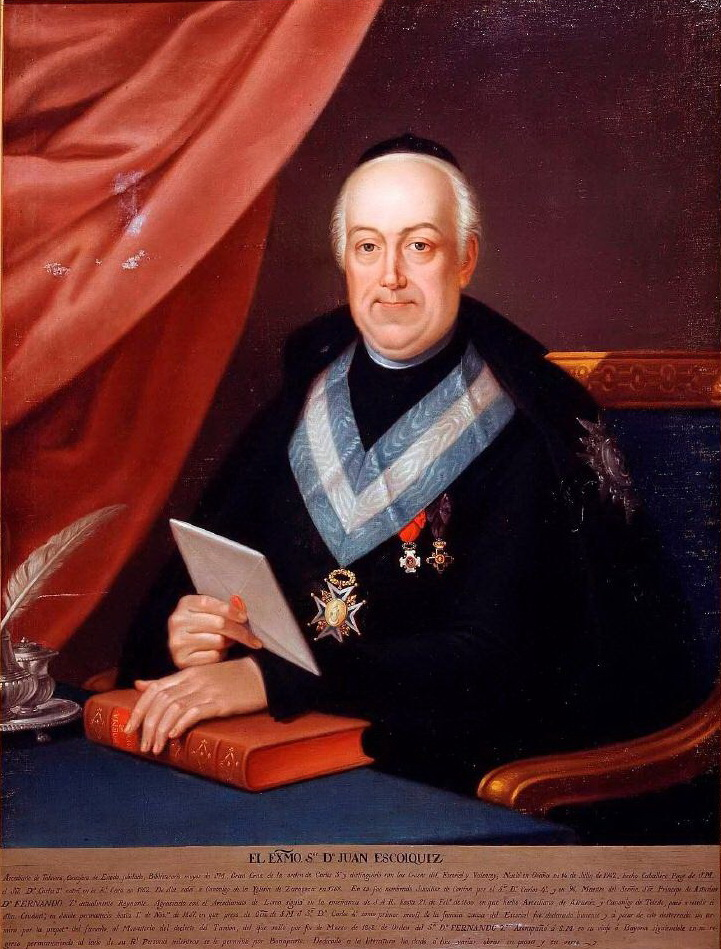
Retrato del canónigo Juan Escóiquiz, uno de los principales implicados en la conjura.

La conspiración comienza en marzo de 1807 cuando el príncipe de Asturias Fernando ―que desde la muerte de su esposa María Antonia de Nápoles en mayo de 1806 se había mantenido relativamente alejado de la política de la corte― le pide a uno de sus hombres de confianza, el canónigo Juan Escóiquiz ―entonces desterrado en Toledo―, «que discurriese y le avisase los medios más propios para salvarle de las tramas de aquel tirano [Manuel Godoy], para salvar al Reino y aun a sus mismos padres, que serían, a pesar de su ciega afición a él, sus primeras víctimas». La alusión a «las tramas» de Godoy se refería al nombramiento de este dos meses antes como «Almirante General de España e Indias» con el título añadido de «Protector del Comercio Marítimo», lo que le confería el tratamiento de «alteza», como los infantes. Carlos IV justificó el nombramiento, al que añadió el de decano del Consejo de Estado, por las altas cualidades de Godoy lo que le confería «la preferencia sobre toda clase de personas, después de los Infantes de España». Un nombramiento que el príncipe y el «partido fernandino» ―el grupo de nobles y clérigos que formaban el entorno del príncipe y cuyo principal objetivo era derribar a Godoy― consideraban un paso previo para impedir el acceso al trono de su legítimo heredero que no era otro que el príncipe de Asturias, un temor que no era nuevo.

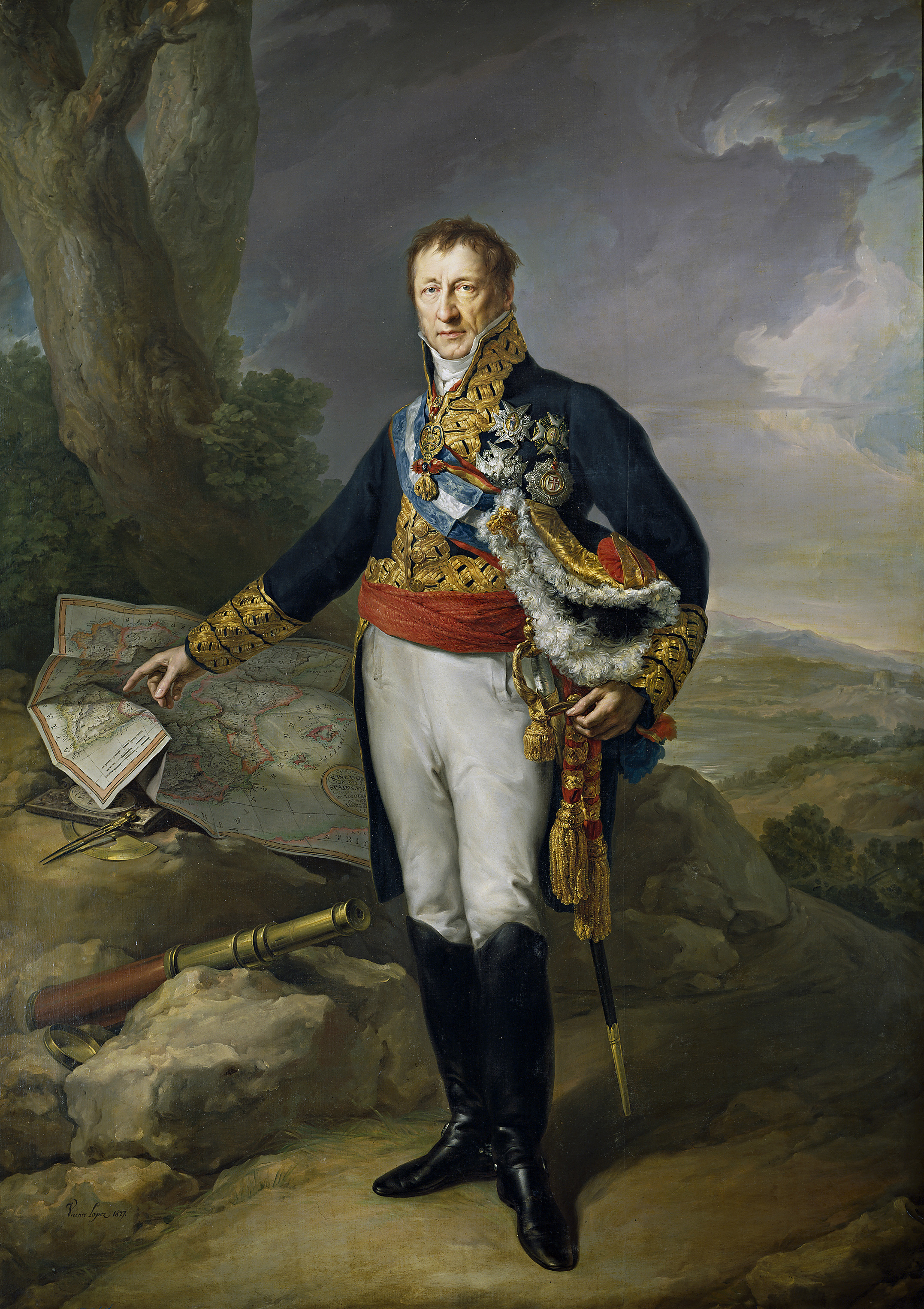
El duque del Infantado, otro de los principales implicados en la conjura.

Escóiquiz contactó inmediatamente con el duque del Infantado, el noble más destacado del «partido fernandino», y con el embajador del Imperio Francés en Madrid François de Beauharnais para así recabar el apoyo al plan de Napoleón, en aquel momento en la cúspide de su dominio sobre Europa continental. Para alcanzar este último objetivo se pensó que la mejor estrategia sería el matrimonio del príncipe Fernando con una dama francesa emparentada con la familia imperial, una opción que agradó al príncipe Fernando pues Godoy pretendía casarlo con su cuñada María Luisa de Borbón y Vallabriga. Otro paso que dio Escóiquiz fue redactar un decreto que iba a ser la clave de todo el plan y que tras su copia de su puño y letra y firma por el príncipe Fernando quedaría bajo la custodia del duque del Infantado para hacerlo público cuando muriera el rey Carlos IV, un hecho que los conspiradores suponían que se produciría pronto. El decreto sería el primero promulgado por el nuevo rey y en él se destituía a Godoy y se nombraba al duque del Infantado jefe supremo de todas las fuerzas militares de la corte, los reales sitios y de Castilla la Nueva y ordenaba también que todas las autoridades civiles se pusieran a sus órdenes. En el decreto se decía también que el que negara la validez del decreto o que pretendiera «aunque sea por poco tiempo retardar la proclamación de nuestro ascenso al trono» sería declarado reo de lesa majestad.
El 12 de julio de 1807 el embajador francés escribió a su ministro de Asuntos Exteriores planteándole el asunto del matrimonio. En la carta le decía que al príncipe Fernando «una esposa que le fuera dada por el emperador de los franceses le llenaría de felicidad». En una posterior fechada el 30 de agosto volvió sobre la cuestión. En ella decía que Fernando, hombre «recto, franco, religioso», «solicita de rodillas la protección de S.M. el emperador y sólo quiere aceptar la esposa que él ofrezca» y que «hará absolutamente todo lo que quiera S.M.». Entonces el embajador le pidió al príncipe Fernando, por deseo expreso de Napoleón, que le escribiera una carta al emperador solicitando la mano de una francesa vinculada a la familia, sin pedir el permiso preceptivo a su padre el rey Carlos IV, lo que Fernando hizo. En esa carta fechada en El Escorial el 11 de octubre el príncipe le aseguraba a Napoleón ―al que calificaba como «el héroe mayor que cuantos le han precedido, enviado por la Providencia para salvar la Europa del trastorno total que la amenazaba, para asegurar los tronos vacilantes»― su voluntad de «resistir (y lo haré con invencible constancia) mi casamiento con otra persona, sea la que fuere, sin el consentimiento y aprobación de V.M.» Sobre esta carta el historiador Emilio La Parra López comenta: «el heredero de la corona española no podía mostrarse de manera más indigna en esta su primera comunicación directa con Napoleón. No sólo se ponía en sus manos, sino que además lo hacía sin guardar el debido respeto al rey… Su osadía era extrema y bien podía ser calificada de traición, pues venía a ser una especie de renuncia a la tutela de su rey y padre para acogerse a la de un soberano extranjero».

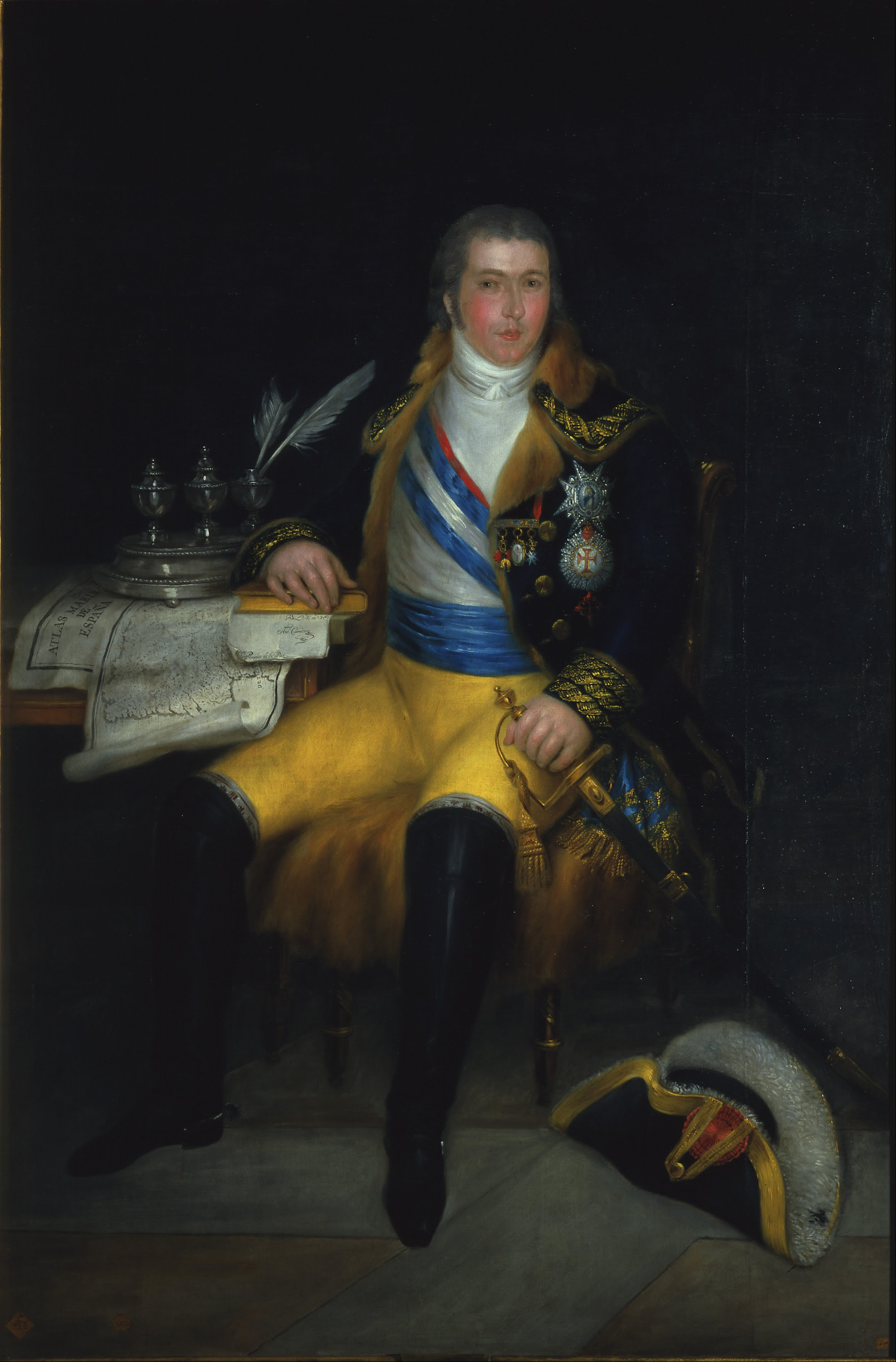
Retrato de Manuel Godoy por Antonio Carnicero. Hacia 1807

La trama que estaban urdiendo el príncipe Fernando y sus partidarios, especialmente lo relativo al intento de matrimonio con una dama francesa emparentada con la familia imperial, llegó a conocimiento de Godoy ―gracias sobre todo a los informes que le había enviado un agente suyo en París sobre las cartas que habían intercambiado el príncipe Fernando y Napoleón―, y a través de él a la reina María Luisa. Además uno de los hombres de confianza de Godoy le informó de los contactos entre la embajada francesa y el entorno del príncipe y de que se estaba preparando «un golpe grande» que traería muchos males para algunos «aunque se lo tienen merecido por sus maldades». Pero lo que desencadenó que el rey Carlos IV interviniera fue un papel depositado por «una mano desconocida» encima de su escritorio el 27 de octubre de 1807 en el que se decía «que el príncipe Fernando preparaba un movimiento en palacio, que peligraba su corona y que la reina María Luisa podía correr un grande riesgo de morir envenenada; que urgía impedir aquel intento sin dejar perderse un instante y que el vasallo fiel que daba aquel aviso no se encontraba en posición ni en circunstancias para poder cumplir de otra manera sus deberes».
La misma tarde del 27 de octubre durante la visita protocolaria que hacía todos los días el príncipe a sus padres, el rey le registró los bolsillos encontrando las claves secretas que utilizaba en su correspondencia con el principal responsable de la conspiración, el canónigo Juan Escóiquiz, y a continuación ordenó el registro exhaustivo del cuarto del príncipe. Allí encontraron varios documentos que lo incriminaban: un cuadernillo de doce hojas escrito por el príncipe y dirigido al rey en el que hacía un durísimo alegato en contra de Godoy ―comenzaba con la frase siguiente: «Ese hombre perverso es el que, desechado ya todo respeto, aspira claramente a despojaros del Trono y a acabar con todos nosotros»― y se pedía su inmediato encarcelamiento, sin que se enterara la reina, «mi querida, pero engañada madre»; un papel de cinco hojas, también escrito por el príncipe, dirigido a la reina en el que se negaba a aceptar la propuesta de matrimonio con la cuñada de Godoy; una carta de Escóiquiz fechada en Talavera; y una carta que luego se supo que era de un criado de confianza del príncipe donde se hablaba de un regalo que se le iba a entregar al embajador francés. En sus ‘‘Memorias’’ Godoy escribió que también se encontró una carta fechada el mismo día 27 de octubre que la reina María Luisa hizo desaparecer ya que era demasiado comprometedora para el príncipe porque en ella aparecía el auténtico objetivo de la trama: el destronamiento del rey Carlos IV. En ella Fernando hacía un paralelismo entre la situación que se estaba viviendo en la corte con lo ocurrido en el siglo VI entre el rey visigodo Leovigildo y su hijo Hermenegildo.
Al día siguiente, 28 de octubre, el rey ordenó la detención del príncipe, que quedó confinado en su cuarto bajo la vigilancia de guardias de corps, y a continuación la de todos los servidores de Fernando presentes en El Escorial, veintidós personas en total. Entre ellas se encontraban el marqués de Ayerbe y el conde de Orgaz. El rey también «ordenó celebrar misas en acción de gracias».

## El proceso y el perdón

Retrato de Carlos IV de España. Hacia 1800.

A las ocho y media de la mañana del 29 de octubre, al día siguiente de su detención, el príncipe fue llevado a presencia de los reyes, que estaban acompañados por el gobernador del Consejo de Castilla Arias Mon y Velarde y por el gobierno casi al completo (José Antonio Caballero, secretario de Gracia y Justicia; Pedro Cevallos Guerra, secretario de Estado; Miguel Cayetano Soler, secretario de Hacienda; y Gil de Taboada). Godoy no estuvo presente porque estaba enfermo y se encontraba en Madrid. Al preguntarle el secretario de Gracia y Justicia, José Antonio Caballero, el príncipe negó toda responsabilidad, incurriendo en numerosas y burdas contradicciones ―llegó a decir que la autora de todo era su difunta esposa María Antonia de Nápoles, muerta hacía año y medio―. Sin embargo, al día siguiente al ser interrogado de nuevo el príncipe lo confesó todo, dio los nombres de los conjurados y reconoció su culpa ―había sido «un hijo ingrato a sus augustos padres… que había faltado a sus deberes y obligaciones»―. A continuación pidió perdón y prometió comportarse a partir de entonces como «el más filial hijo, si hasta aquí ha sido tan ingrato, y mudar enteramente de vida», así como estimar «a un vasallo tan útil y que tanto ha servido al Estado como es el Almirante [Godoy]». Su actitud no cambió en los nueve interrogatorios siguientes ―el último se produjo el 24 de noviembre―, convirtiéndose en la principal fuente de información de toda la trama, hablando incluso del decreto por el que se nombraba al duque del Infantado como jefe de todas las fuerzas militares de la corte, los reales sitios y Castilla la Nueva cuando muriera el rey, y que no formaba parte de los papeles encontrados en su cuarto. Las declaraciones del resto de los implicados en la trama, especialmente las de sus miembros más destacados, el canónigo Escóiquiz y el duque del Infantado, confirmaron lo relatado por el príncipe.
A la sociedad española se le informó mediante dos decretos publicados en la Gazeta de Madrid los días 30 de octubre y 5 de noviembre, pero se hizo tan torpemente que al final el que resultó beneficiado por la conjura fue, paradójicamente, su instigador el príncipe Fernando, que quedó como víctima de las ambiciones de su madre y de Godoy. En el decreto del 30 de octubre el rey Carlos IV decía que se había descubierto «el más inaudito plan que se trazaba en mi mismo palacio contra mi persona» y que a raíz de ello había ordenado la prisión de «varios reos» y «el arresto de mi hijo en su habitación». Sobre la actuación del príncipe el rey decía lo siguiente:

La vida mía, que tantas veces ha estado en riesgo, era ya una carga para mi sucesor, que preocupado, obcecado y enajenado de todos los principios de cristiandad que le enseñó mi paternal cuidado y amor, había admitido un plan para destronarme; entonces yo quise indagar por mí la verdad del hecho, y sorprendiéndole en mi mismo cuarto, hallé en su poder la cifra de inteligencia e instrucciones que recibía de los malvados.

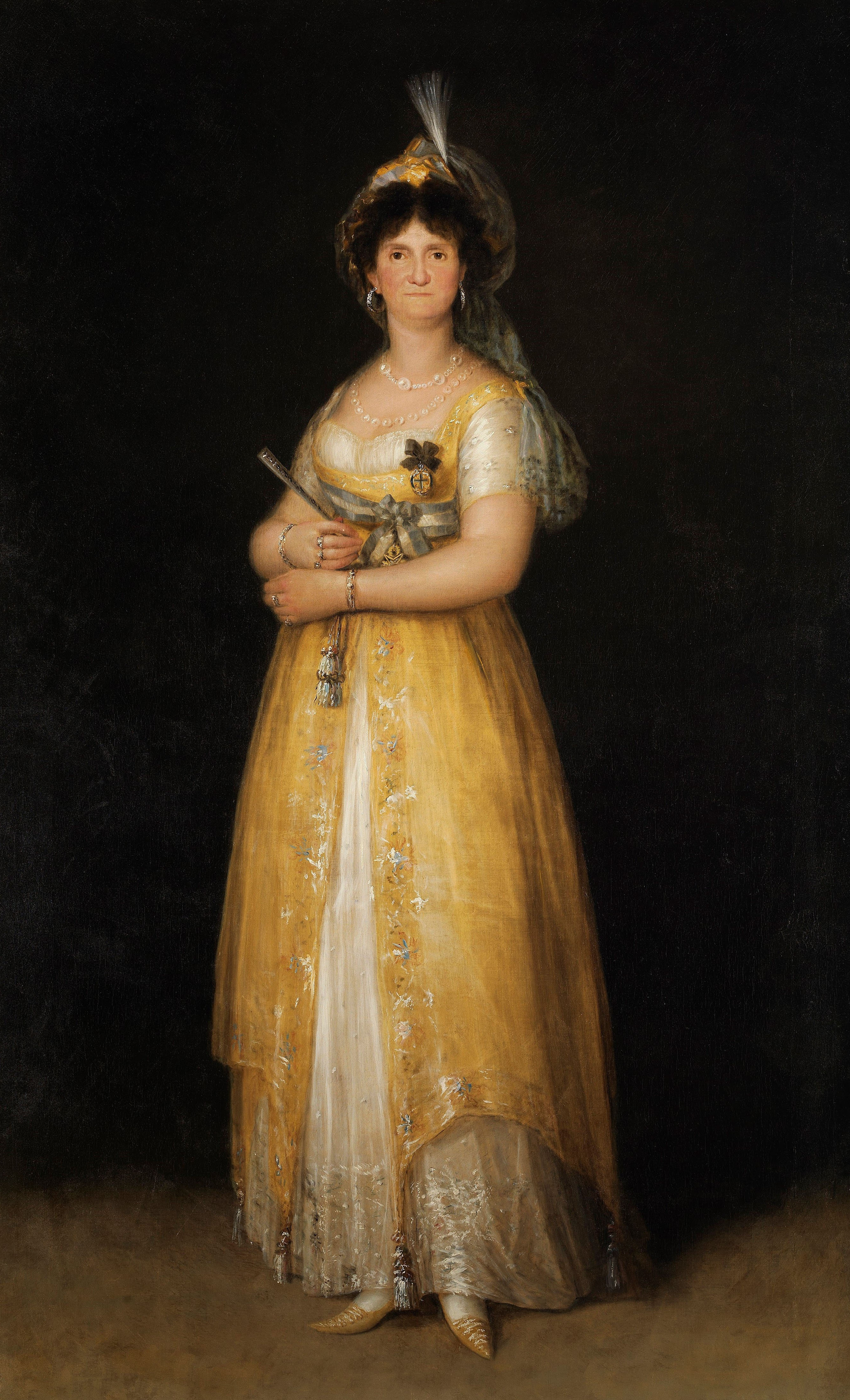
Retrato de la reina María Luisa de Parma por Goya.

Esta forma de relatar la actuación del príncipe hacía poco creíble la acusación lanzada contra él al no explicarse cuál había sido su papel en el «plan para destronarme» y en qué consistía dicho plan. Un hecho fundamental fue que las dos pruebas claves contra el príncipe (el decreto de nombramiento del duque del Infantado y el cuaderno de doce hojas con la «representación al rey») no se hicieron públicos, por lo que la sociedad española «no llegó a calibrar el alcance real de los manejos del príncipe Fernando». Lo mismo sucedió con el segundo decreto, del 5 de noviembre, en el que el rey perdonaba al príncipe por su «grandísimo delito» y de nuevo quedaba sin explicación en qué había consistido. Además se descargaba la responsabilidad sobre «unos malvados» que no se identificaban y que eran quienes le habían hecho concebir a Fernando el «plan horrible» contra sus padres. Esto se decía en el segundo decreto del 5 de noviembre:

La voz de la naturaleza desarma el brazo de la venganza, y cuando la inadvertencia reclama la piedad no puede negarse a ella un padre amoroso. Mi hijo ha declarado ya los autores del plan horrible que le habían hecho concebir unos malvados…; su arrepentimiento y su asombro le han dictado las representaciones que me ha dirigido y siguen: “Señor: Papá mío: He delinquido, he faltado a V.M. como Rey y como padre, pero me arrepiento y ofrezco a V.M. la obediencia más humilde; nada debí hacer sin noticia de V.M., pero fui sorprendido; he delatado los culpables, y pido a V.M. me perdone permitiendo besar sus R.P. a su reconocido hijo― Fernando. San Lorenzo, 5 de noviembre de 1807.― Señora: Mamá mía: Estoy arrepentido del grandísimo delito que he cometido contra mis padres y Reyes, y así con la mayor humildad, le pido a V.M. perdón de él, como también de la terquedad mía en negar la verdad la otra noche, y así de lo íntimo de mi corazón suplico a V.M. se digne de interceder con papá para que permita besar sus R.P. a su reconocido hijo. Fernando― San Lorenzo, 5 de noviembre de 1807”. En vista de ello y a ruego de la Reina mi amada esposa, perdono a mi hijo y lo volveré a mi gracia cuando su conducta me dé pruebas de una verdadera reforma en su fácil manejo…

El perdón al príncipe Fernando ha sido explicado de diversas formas. Enrique Giménez López lo atribuye al consejo del confesor del rey Félix Amat, mientras que Emilio La Parra López afirma que se debió a la presión de Napoleón quien, según la versión del embajador español en París, se había declarado protector del príncipe frente a cualquier decisión radical que se tomara contra él.
El 28 de diciembre el fiscal de la causa concluyó el expediente, exculpando al príncipe Fernando pero solicitando duras penas para los otros acusados ―de muerte para Escóiquiz y para el duque del Infantado, y una pena extraordinaria sin especificar para el marqués de Ayerbe y el conde de Ordaz; para el resto de acusados «penas correspondientes a su clase y condición»― pero el 25 de enero de 1808 los jueces de la causa consideraron que el fiscal no había probado los delitos que se les imputaban y absolvieron a todos los encausados, lo que supuso «un éxito del partido fernandino y una humillación para Carlos IV». La sentencia fue recibida con júbilo por la población pues confirmaba lo que se había deducido de la lectura de los dos decretos publicados en la ‘’Gazeta de Madrid’’: que el «gravísimo delito» del que se acusaba al príncipe Fernando había sido una pura invención. Y esta sospecha se vio confirmada cuando el rey Carlos IV decretó el destierro de los encausados a pesar de haber sido declarados inocentes: Escóiquiz fue enviado al Monasterio del Tardón, en Córdoba; el duque del Infantado a Écija; el marqués de Ayerbe a Calatayud y el conde de Orgaz a Valencia. Eso es lo que recogió Antonio Alcala Galiano en sus memorias: «ocioso parece decir que éstos [los desterrados], así como los jueces, fueron mirados como mártires y confesores de una fe cierta, cuyo triunfo era esperado con ansia». Así pues, el «partido fernandino» había ganado no sólo ante los tribunales sino también ante la opinión pública. Así lo constató un enviado de Napoleón para informarle de la situación en España quien en un informe fechado el 20 de diciembre de 1807, antes incluso de conocerse la sentencia exculpatoria, escribió que «el Príncipe de Asturias ha sido convertido en el ídolo de la nación» y que todo el mundo consideraba que la conjura de El Escorial había sido una invención del odiado Godoy.

## El papel de Napoleón Bonaparte en el resultado final de la conjura

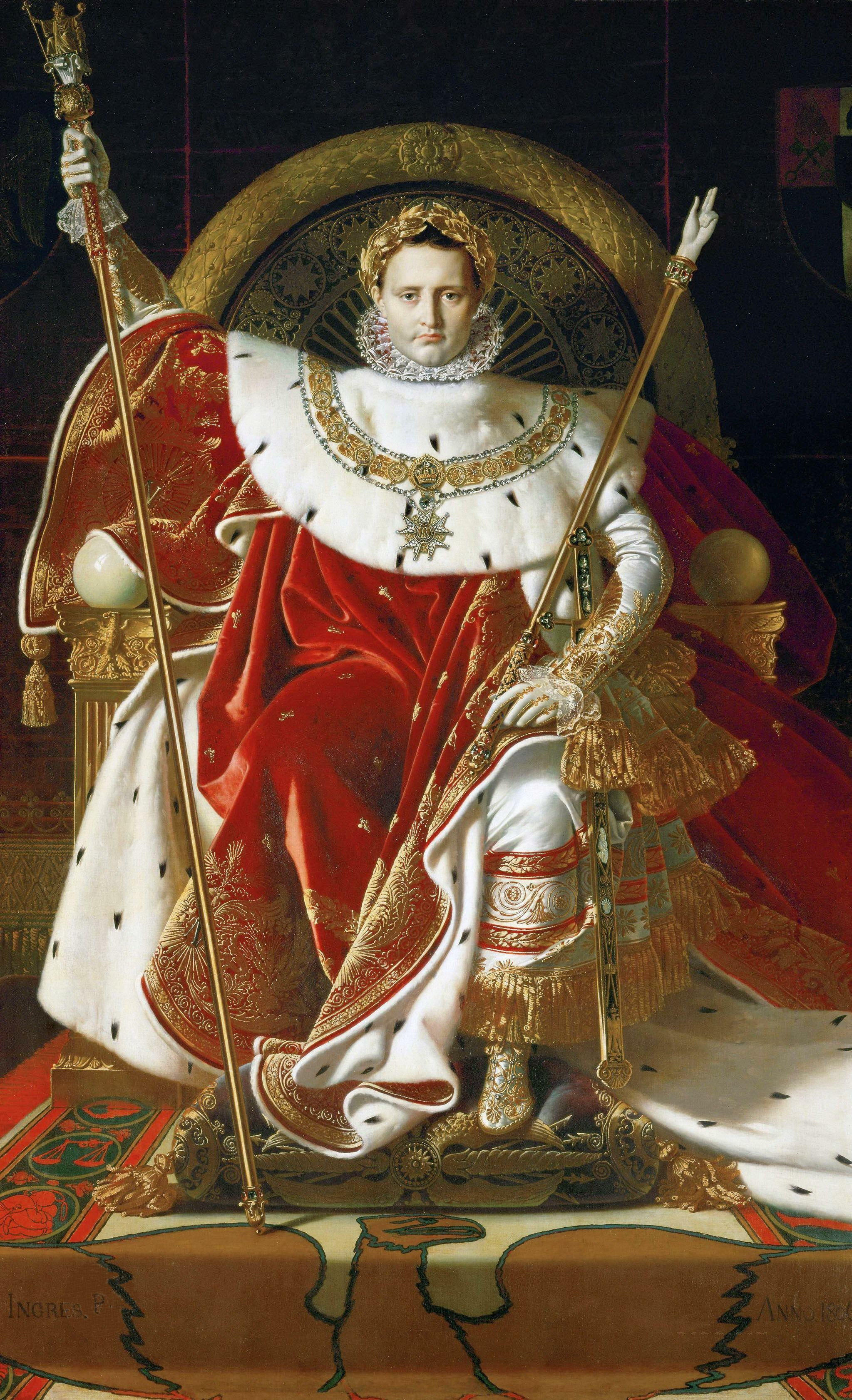
Retrato del emperador Napoleón Bonaparte por Ingres (1806)

La primera noticia que tuvo Napoleón de lo que había ocurrido en la corte española fue gracias a una carta que le envió el propio Carlos IV fechada el 29 de octubre, sólo dos días después del descubrimiento del complot. En el ella le decía que el príncipe de Asturias «había formado el horrible designio de destronarme, y había llegado al extremo de atentar contra los días de su madre» y afirmaba que «crimen tan atroz debe ser castigado con el rigor de las Leyes», llegando incluso a proponer «revocar» sus derechos a la sucesión al trono pues «uno de sus hermanos será más digno de reemplazarle en mi corazón y en el Trono». Al final de la carta el rey le pedía ayuda a Napoleón y le prometía que le iría informando de lo que sucediera en lo sucesivo. Esta carta ha sido considerada por el historiador Emilio La Parra López como una «torpeza», incluso mayor que la de los dos decretos en que se comunicó a la opinión pública lo que había sucedido. «El rey de España ―dice La Parra― no sólo acusaba de traición a su heredero, sino además anunciaba a un soberano extranjero, cuyas tropas ocupaban ya buena parte del territorio español en virtud del Tratado de Fontainebleau, su determinación de alterar el orden de sucesión a la corona, entregándola no al heredero natural, sino a “uno de sus hermanos”».
Cinco días después Carlos IV le enviaba a Napoleón otra carta en la que denunciaba ante el emperador la participación de su embajador en Madrid Beauharnais en la conspiración, concretamente sus intrigas para concertar el matrimonio del príncipe con una dama francesa emparentada con la familia imperial. Cuando el embajador de Carlos IV en París le entregó la carta a Napoleón este reaccionó indignado según el testimonio del propio embajador príncipe de Masserano y negó cínicamente tener conocimiento de la actuación de su embajador. El 13 de noviembre Napoleón le escribió al Carlos IV reafirmando lo dicho ante el embajador. Pero Napoleón mentía pues no sólo conocía la participación de su embajador en la trama sino que no la había desaprobado. El problema era, como ha señalado Emilio La Parra López, que si Napoleón reconocía la intervención de su embajador, su reputación ante el resto de las cortes europeas quedaría seriamente afectada, «pues nadie creería que en un asunto de tamaña envergadura el embajador de Francia hubiera actuado por su cuenta». Además en cualquier momento podía salir a la luz pública la carta que el príncipe Fernando le había escrito el 11 de octubre, ya que en la carta que envió a Carlos IV negó rotundamente haber mantenido contacto con el príncipe de Asturias.
El desmentido de Napoleón de que su embajador hubiera tenido alguna relación con el complot favoreció a los encausados, pues ya no se los podía acusar de traición porque no había ninguna prueba de que hubieran mantenido contacto con una potencia extranjera. De hecho el 20 de diciembre el rey ordenó a los jueces que eliminaran del proceso cualquier referencia a la actuación del embajador francés y que no se preguntara a los encausados sobre el asunto. La desaparición de cualquier referencia a la intervención de una potencia extranjera es lo que probablemente explicaría que los jueces acabaran declarando inocentes a los acusados. Además hay que tener en cuenta que el perdón y exculpación del príncipe también les favorecía.
Por otro lado, las desavenencias de la familia real española que había mostrado el complot de El Escorial favorecían los planes de Napoleón respecto de España, como lo demuestra el hecho de que a principios de 1808 Napoleón pidiera a uno de sus ministros que elaborara «una noticia histórica de la conspiración según los boletines y la correspondencia de Mr. Beauharnais, para que pudiera hacer uso de ella según las circunstancias».

## Valoración
Esta es la valoración que hace de la actuación del príncipe Fernando durante el proceso y del desenlace del complot de El Escorial el historiador Emilio La Parra López:

En esta ocasión Fernando se comportó exactamente como era. Cobarde y egoísta ante el peligro, lo confesó todo y delató a sus cómplices. Sumiso a la autoridad, no dudó en solicitar de la forma más rastrera e infantiloide el perdón de los reyes y en prometerles comportarse en adelante como el más fiel de los hijos… Adulador, aseguró a Godoy en un encuentro personal profesarle la más ferviente admiración como persona y como gobernante. Se manifestó, además, grosero en su lenguaje e hipócrita. Sin embargo, ante la opinión pública española salió del trance como el príncipe inocente y mártir, una imagen que le sería de gran utilidad en el futuro.

Una valoración similar es la que hace Enrique Giménez López:

La forma en que se resolvió la llamada ‘’Conspiración de El Escorial” creó un fuerte sentimiento de desconfianza hacia Carlos IV, a quien pocos creyeron, y terminó por fortalecer la posición del partido fernandino. La mayoría de los españoles sospechó que Godoy había tramado un complot destinado a desacreditar e incriminar a su rival, y que los reyes lo habían secundado, uniendo su suerte a la del Príncipe de la Paz.